# Alpheus Baker

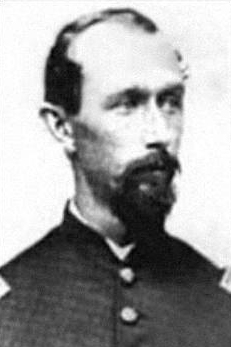
Alpheus Baker

Alpheus Baker (* 28. Mai 1828 im Abbeville District, South Carolina; † 2. Oktober 1891 in Louisville, Kentucky) war ein Brigadegeneral der Konföderierten Armee im Bürgerkrieg.

## Leben
Nach seiner Schulzeit unterrichtete Baker in South Carolina und Georgia. Danach studierte er Jura und zog nach Alabama, wo er 1849 als Anwalt zugelassen wurde. Er nahm am Verfassungskonvent von Alabama teil und diente als Captain bei den Eufaula Rifles. Nach seiner Versetzung zum 1. Infanterie-Regiment von Alabama wurde er nach Pensacola, Florida, beordert, 1861 dann nach Tennessee. Hier wurde er Colonel eines aus Tennessee-, Mississippi- und Alabama-Truppen bestehenden Regiments. Er wurde bei der Schlacht von New Madrid gefangen genommen und erst einige Monate später wieder freigelassen, woraufhin er erneut ein Kommando übernahm.
Am 5. März 1864 wurde Baker zum Brigadegeneral befördert und nahm von Mai bis September 1864 am Atlanta-Feldzug teil. Er kämpfte bei Resaca, Georgia, und wurde im gleichen Jahr bei Ezra Church verwundet. Seine Brigade wurde bei Bentonville, North Carolina aufgerieben, kurz bevor General Lee kapitulierte.
Nach Kriegsende kehrte Baker nach Alabama zurück und führte seine Anwaltskanzlei weiter. 1878 zog er dann nach Louisville, Kentucky, wo er bis zu seinem Tod 1891 ebenfalls als Anwalt arbeitete.